# Lycopodium
Genre
Le genre Lycopodium regroupe quelques espèces de plantes appartenant à la division des Lycophytes.

## Description générale
Le genre Lycopodium regroupe des plantes vivaces ayant l'aspect de grandes mousses. Elles sont couvertes de petites feuilles appliquées ou non contre la tige, elles sont uninervées, disposées sur 4 à 16 rangs, imbriquées ou rapprochées. Les feuilles portent le nom de microphylles. Les tiges se ramifient en « Y » (on parle de ramifications dichotomiques).
Les sporanges sont situés à la base des feuilles terminales, ou sporophylles. Ils sont parfois réunis en un épi terminal appelé strobile. Les spores peuvent germer plusieurs années après leur libération. La germination donne un prothalle qui se développe lentement. Ces lycopodes se propagent surtout par multiplication végétative.
Leurs tiges rampantes les rendent particulièrement sensible au piétinement, ils sont en voie de raréfaction : ainsi, ils sont souvent protégés sur le territoire français.

## Répartition et habitat
Ces lycopodes sont largement répandus dans les deux hémisphères et comptent environ 125 espèces. Ce sont des plantes des milieux humides, souvent marécageux.

## Étymologie
Le mot Lycopodium vient du grec lukos [loup] et podion [petit pied] faisant allusion à la ressemblance de certaines pousses de Lycopodium clavatum avec une patte de loup.

## Utilisation

### Hydrogéologie
En hydrogéologie, on utilise des spores de lycopodium pour effectuer des traçages dans les systèmes karstiques.

### Technologie
La poudre de lycopodium est une poudre jaune composée de spores sèches de diverses espèces, principalement des genres Lycopodium et Diphasiastrum. Les espèces les plus utilisées sont Lycopodium clavatum et Diphasiastrum digitatum parce que ces espèces très répandues et souvent abondantes localement produisent beaucoup de spores et sont faciles à récolter. Lorsqu'elles sont mélangées à l'air, les spores sont très inflammables en raison de leur teneur élevée en matières grasses et de leur grande surface par unité de volume – le diamètre d'une seule spore est d'environ 33 micromètres.
En pyrotechnie, depuis le début de l'âge de pierre, le chamanisme utilise des spores de lycopodium afin de réaliser des effets pyrotechniques. Aujourd'hui, les cracheurs de feu les substituent volontiers aux liquides inflammables.
La poudre de lycopodium a servi dans la fabrication des premiers flashes photographiques. Elle a été utilisée dans les feux d'artifice et les explosifs, les poudres dactyloscopiques, comme enrobage pour les pilules et comme stabilisateur de crème glacée. Aujourd'hui, la poudre est principalement utilisée pour créer des éclairs ou des flammes de grande taille et impressionnantes, mais relativement faciles à manipuler en toute sécurité dans des numéros de magie et pour le cinéma et les effets spéciaux de théâtre. La poudre de lycopodium est aussi parfois utilisée comme lubrifiant sur les produits en latex (caoutchouc naturel) en contact avec la peau, comme les préservatifs et les gants médicaux.
Dans les expériences et les démonstrations de physique, la poudre de lycopodium est utilisée pour rendre visibles les ondes sonores dans l'air, pour l'observation et la mesure, ou pour rendre visible une charge électrostatique. La poudre est également très hydrophobe ; si la surface d'une tasse d'eau est recouverte de poudre de lycopodium, un doigt ou un autre objet inséré directement dans la tasse en sortira parfaitement sec.
En raison de la très petite taille de ses particules, la poudre de lycopodium peut être utilisée pour démontrer le mouvement brownien. Une lame de microscope est préparée avec une gouttelette d'eau, et une fine poussière de poudre de lycopodium est appliquée. Ensuite, un verre de protection peut être placé sur l'échantillon d'eau et de spores afin de réduire la convection dans l'eau par évaporation. On verra au microscope, bien focalisé sur les particules lycopodium individuelles, que les particules spores « dansent » au hasard. Ceci est dû aux forces de collision asymétriques appliquées à la particule de poudre macroscopique (mais encore relativement petite) par des molécules d'eau microscopiques en mouvement thermique aléatoire. Les particules de lycopodium semblent ainsi être « vivantes ».
La poudre de lycopodium, qui fut une denrée de laboratoire courante, a souvent été utilisée par les inventeurs pour mettre au point des prototypes expérimentaux. Par exemple, Nicéphore Niépce a utilisé de la poudre de lycopodium dans le carburant du premier moteur à combustion interne, le Pyréolophore, vers 1807 et Chester Carlson a utilisé de la poudre de lycopodium en 1938 dans ses premières expériences pour démontrer la xérographie.

### Palynologie
En palynologie, les spores de Lycopodium sont ajoutées aux préparations palynologiques en vue de connaitre la fiabilité statistique des résultats obtenus lors du comptage des grains de pollen (en paléoécologie par exemple). On ajoute une quantité connue de spores qu'on compte en même temps que les autres pollen, de cette façon on peut connaitre la proportion du total qui a été comptée.

## Espèces
- Lycopodium alpinum L. ( = Diphasiastrum alpinum )
- Lycopodium annotinum L. ( = Lycopodium juniperium )
- Lycopodium clavatum L.
- Lycopodium complanatum L.
- Lycopodium dendroideum Michx.
- Lycopodium deuterodensum Herter
- Lycopodium digitatum Dill. ex A. Braun
- Lycopodium × habereri House
- Lycopodium hickeyi W.H. Wagner, Beitel et Moran
- Lycopodium ignambiense Compton (Nouvelle-Calédonie)
- Lycopodium × issleri (Rouy) Domin
- Lycopodium lagopus (Laestad. ex Hartm.) Zinserl. ex Kuzen
- Lycopodium obscurum L.
- Lycopodium phlegmaria L.
- Lycopodium phyllanthum Hook. & Am.
- Lycopodium pseudovarium Brownlie (Nouvelle-Calédonie)
- Lycopodium sabinifolium Willd.
- Lycopodium selago (= Huperzia selago (L.) Bernh.)
- Lycopodium sieberianum Spring.
- Lycopodium sitchense Rupr.
- Lycopodium tristachyum Pursh
- Lycopodium venustulum Gaud.
- Lycopodium volubile G. Forst.
- Lycopodium × zeilleri (Rouy) Greuter et Burdet